# Les Cabrades
Les Cabrades és una serra situada al municipi de Viladrau a la comarca d'Osona, amb una elevació màxima de 806 metres.